# Шайю
Шайю (фр. Massif du Chaillu) — горный массив, расположенный вдоль южной границы Габона с Республикой Конго. Горы образованы осадочными породами, самая высокая гора системы Шайю — гора Ибунджи (1024 м) одновременно является высочайшей вершиной Габона. В систему Шаюй также входит гора Мимонго (860 м).
В горах Шайю берут свои истоки несколько рек, включая Люэтси, Огулу, Икои, Лоло, Лекоко и Лебомби. В массиве Шайю до сих пор сохраняется нетронутая природа.
Горы названы в честь французского исследователя Поля дю Шайю, описавшего их в XIX веке.